# Мика
Мика (Mika), с рождено име Мика Пениман (Mica Penniman), е британски поп певец и автор на песни.

## Детство
Роден е в Бейрут, Ливан през 1983 г. Израства в Париж и Лондон. Майка му е от сирийско-ливански произход, баща му е гражданин на САЩ.
Поради изострената политическа ситуация в Ливан семейството се премества в Париж, когато Мика е на 1 година, и се заселва в Лондон през 1992 г. Отначало Мика има проблеми в училище с хулигани и затруднения от типа на дислексията, поради което прекарва около половин година у дома и е обучаван от майка си.
По-късно посещава Кралския музикален колеж. Взема уроци по солфеж в Лондон при руския оперетен изпълнител Ала Аркадов и по-късно някои от първите му проекти са свързани именно с операта.

## Кариера
През 2006 г. подписва договор с Universal Music и записва първия си поп-сингъл Grace Kelly. Песента излиза официално през януари 2007 г., не след дълго става известна, като печели популярност по младежкия телевизионен канал MTV и се изкачва на първо място в британската класация UK Single Chart още в края на същия месец. Дебютният му албум Life in Cartoon Motion излиза на пазара на 5 февруари 2007 г.
Незабавно след излизането на „Life in Cartoon Motion“ критици и почитатели отбелязват приликата на гласа на Мика с тембъра на Фреди Меркюри от Куийн . Самият Мика намеква за това, като в припева на Grace Kelly пее:
"..I try to be like Grace Kelly / But all her looks were too sad / So I try a little Freddie.." (..Опитвам се да съм като Грейс Кели, но тя винаги изглежда толкова тъжна. Затова леко се опитвам да приличам на Фреди..).
Освен това една от песните в албума („Big Girl (You Are Beautiful)“) третира една тема, на която е посветена не една песен на Куийн – закръглените момичета и тяхната самобитна привлекателност („Fat Bottomed Girls“; „Bicycle Rice“).
Четвъртият му албум, No Place in Heaven, излиза през 2015 г.
През 2017 г. Мика е един от съдиите в музикалното реалити „Гласът на Белгия“.
През 2022 г. е водещ на Евровизия заедно с Лаура Паузини и Алесандро Кателан.

## Личен живот
През 2012 г., в интервю за списание Instinct, Мика споделя, че е гей.